# Giovanni da Pian del Carpine
Giovanni da Pian del Carpine (ca. ¿1182? - 1 de agosto de 1252) fue un misionero franciscano italiano que fungió como representante de la Santa Sede en el Imperio mongol.

## Biografía
Conocido también como Juan de Plano Carpini (o Carpino), Joannes de Plano, o Juan de Pian nació probablemente 1182 o en los años inmediatamente posteriores. Oriundo de un pueblo cercano a Perusa, sobre las orillas del lago Trasimeno, pueblo llamado entonces Pian di Carpine, y que hoy lleva el nombre de Magione.
Fue uno de los primeros discípulos de San Francisco de Asís y en 1221 fue designado por dicho santo para predicar la fe a los teutones, que aún eran paganos. Muy posiblemente fue enviado por el Papa Gregorio IX como embajador ante el rey de Túnez; regresó a Europa en 1241 nombrándosele provincial de Colonia.
El nuevo Papa Inocencio IV le envió a negociar la paz cristiana con el Khan mongol. En el momento de la marcha hacia el imperio mongol, tenía sesenta y tres años, siendo además hombre corpulento y pesado, de forma que, según cuenta la crónica franciscana, sólo podía desplazarse sobre un asno bien robusto; así pues el 5 de marzo de 1245, el Papa le otorgó su bendición y le entregó una carta destinada «al rey y al pueblo de los tártaros» en la que reprocha al Khan el haber asesinado a muchos cristianos, recomendándole que cesen las matanzas y persecuciones.
El 4 de abril de 1245, día de Pascua, acompañado de otro monje llamado Esteban de Bohemia, salió de Lyon para dirigirse hacia el imperio mongol utilizando la Ruta de la Seda. Esteban se descompuso cerca de Kiev y se tuvo que quedar; tras buscar consejo de su viejo amigo el rey Wenceslao I de Bohemia, en Breslavia se reunió con otro franciscano menor, Benedicto de Polonia, quien lo acompañó en carácter de intérprete.
Durante las cuatro semanas que estuvo en la corte mongola, fue un hábil diplomático capaz de hacer hablar a cuantos le rodeaban, llevando a cabo lo que se podría llamar una labor de espionaje. Allí recoge multitud de informaciones sobre el origen y genealogía mongola, la organización del imperio, la constitución del ejército, su armamento y tácticas guerreras, etc. Este viaje al corazón del Imperio mongol duró hasta 1247. A su regreso escribiría Historia Mongalorum y su Relación Tártara que constituirían las primeras historias medievales europeas acerca de los mongoles y sus dominios del Asia Central, siendo su propio viaje uno de los primeros contactos europeos con Oriente anterior a la Era de los Descubrimientos.